# Marianne Jelved
Marianne Bruus Jelved, née Hirsbro le 5 septembre 1943 à Charlottenlund (Danemark), est une femme politique danoise, membre de la Gauche radicale (RV), qu'elle a dirigé de 1990 à 2007.

## Biographie
Professeur de formation, Marianne Jelved a été ministre de l'Économie de 1993 à 2001, et conjointement, ministre de la Coopération nordique de 1994 à 2001. Elle a été chef du groupe parlementaire du Parti de la Gauche radicale de 1988 à 1993, puis de 2001 à 2007, et enfin de 2011 à la date de sa nomination, le 6 décembre 2012, comme ministre de la Culture. Elle remplace à ce poste Uffe Elbæk, démissionnaire à la suite d'un scandale où il est accusé de népotisme.
Le 3 février 2014, quand Helle Thorning-Schmidt forme un nouveau gouvernement suite au départ du Parti populaire socialiste de la coalition, Jelved est reconduite à son poste de ministre de la Culture, et prend également en charge le ministère des Affaires ecclésiastiques. Elle siège au gouvernement jusqu'aux électios législatives de juin 2015 remportées par la droite, mais lors desquelles elle est néanmoins réélue pour un dixième mandat de députée.
Elle est réélue pour un onzième mandat au Folketing lors des élections législatives de juin 2019. Alors âgée de 75 ans, elle est la doyenne de la législature.
Le 7 octobre 2020, après que Morten Østergaard ait démissionné de son poste de leader de Radikale Venstre, elle soutient la candidature Martin Lidegaard, finalement battu par Sofie Carsten Nielsen lors du vote du groupe parlementaire pour élire le successeur d'Østergaard. En février 2021, elle annonce qu'elle ne sera pas candidate à un douzième mandat lors des prochaines élections législatives.